# Jackson Heights (hudební skupina)
Jackson Heights byla britská rocková skupina, existující v letech 1970-1973. Ve skupině hráli například i dva členové skupiny King Crimson Michael Giles a Ian Wallace nebo dřívější člen The Nice Lee Jackson.

## Diskografie

### Studiová alba
- King Progress (1970)
- The Fifth Avenue Bus (1972)
- Ragamuffins Fool (1972)
- Bump 'n' Grind (1973)

### Singly
- „Maureen“ / „Long Time Dying“ (1972)